# Томова-Синтова, Анна
А́нна То́мова-Си́нтова (болг. Анна Томова-Синтова; род. 22 сентября 1941, Стара-Загора, Болгария) — болгарская оперная певица (сопрано). Народная артистка НРБ (1979).

## Биография
Анна Томова-Синтова родилась 22 сентября 1941 года в семье учителя и оперной певицы. Уже в четырёхлетнем возрасте она приняла участие в оперной постановке, исполнив роль ребёнка Чио-Чио-Сан из оперы «Мадам Баттерфляй» Джакомо Пуччини. В раннем возрасте посещала уроки игры на аккордеоне и фортепиано.
В 1958 году Анна победила на конкурсе вокалистов, а затем поступила в Болгарскую государственную консерваторию в Софии. Её преподавателями были Георги Златев-Черкин и Катя Спиридонова. Впервые выступила на сцене в партии Татьяны оперы Петра Чайковского «Евгений Онегин» в театре в Стара-Загоре.
Спустя некоторое время она стала выступать в Лейпцигской опере. В опере «Арабелла» Рихарда Штрауса Анна исполнила заглавную партию. После этого Томова-Синтова исполняла партии в других операх Штрауса. В 1971 году Анна выиграла конкурс исполнителей в Рио-де-Жанейро.
С 1972 года — солистка Немецкой государственной оперы (ГДР).
В 1973 году об Анне Томовой-Синтовой узнал дирижёр Герберт фон Караян, с которым она стала регулярно принимать участие в гастролях вплоть до его смерти в 1989 году.
Выступала на крупнейших сценах мира: Лейпциг, Париж, Женева, Токио, Зальцбург, Сан-Франциско; она пела в Ковент-Гардене, Метрополитен-Опера, Лирической опере Чикаго, Ла Скала. В 1973—1991 годах — постоянная участница Зальцбургского фестиваля.

## Партии
- «Норма» Беллини — Норма
- «Андре Шенье» Джордано — Мадлен
- «Дон Жуан» Моцарта — Донна Анна
- «Свадьба Фигаро» Моцарта — Графиня
- «Тоска» Пуччини — Тоска
- «Турандот» Пуччини — Турандот
- «Кавалер розы» Штрауса — Маршальша
- «Ариадна на Наксосе» Штрауса — Ариадна
- «Арабелла» Штрауса — Арабелла
- «Евгений Онегин» — Чайковского — Татьяна
- «Аида» Верди — Аида
- «Отелло» Верди — Дездемона
- «Дон Карлос» Верди — Елизавета
- «Травиата» Верди — Виолетта

## Награды
- 1970 — 2-я премия на Международном конкурсе молодых оперных певцов (София)
- 1971 — «Гран при» на Международном конкурсе (Рио-де-Жанейро)
- 1973 — Каммерзенгер Берлинской государственной оперы (ГДР)
- 1974 — Национальная премия ГДР
- 1979 — Народная артистка НРБ
- 1986 — Димитровская премия
- 1996 — Орден «Стара-планина» 1-й степени
- 2001 — почтовым ведомством США выпущена марка с изображением певицы в роли Дездемоны